# 대한민국 형법 제11조
대한민국 형법 제11조는 청각 및 언어 장애인의 행위에 대하여 형을 감경하는 규정이다. 과거 농아자(聾啞者)라고 되어 있었으나 법전 한글화 일환으로 순화되었다. 상당수 청각 및 언어 장애인들이 사물변별능력과 의사결정능력을 청인과 동등한 수준으로 갖고 있으므로 해당 조항에 대한 개선이 필요하다는 주장이 제기된 적이 있다

## 조문
제11조(청각 및 언어 장애인) 듣거나 말하는 데 모두 장애가 있는 사람의 행위에 대해서는 형을 감경한다.

## 비교 조문
일본 형법 제40조 삭제
[시행 1995.6.2.] [평성7년 5월 12일 법률 제91호]

- 일본 형법에도 제40조에 대한민국 형법 제11조와 같은 내용의 음아자(瘖唖者) 규정이 있었으나, 1995년에 삭제되었다.

## 참고문헌
- 조현욱. (2019). 형법 제11조 농아자에 대한 필요적 감경규정의 문제점과 개선방안. 법제, 684, 151-177.
- 김영중. (2019). 농아자의 형사책임과 형법상 농아(聾啞)의 의미. 경찰법연구, 17(3), 167-186.

## 같이 보기
- 원인에 있어서 자유로운 행위

1. ↑  임혜령, 농아자 범죄, 형 감경 필요한가, 법조신문, 2018.12.10